# سلاب سيتي
سلاب سيتي وهي مدينة تقع في صحراء سونورا الواقعة في مقاطعة إمبيريال، كاليفورنيا على بعد (161 كم) شمال شرق سان دييغو و(272 كم) جنوب شرق لوس أنجلوس، ويعيش فيها مالكو المركبات الترفيهية (الكرفان).
في عام 1942 تم أعمار مخيم للتدريب العسكري، وبعد انتهاء التدريبات تم هدم المباني العسكرية فيها عام 1966 مع بقاء البعض من الآثار، وبعد فترة من الزمن توجه العديد من الأشخاص إلى المكان وتم بناء البلدة ولم يتم أخراج منها السكان حتى الآن
درجات الحرارة خلال فصل الصيف تصل إلى 49 درجة مئوية، ومع ذلك هناك مجموعة يصل عددهم حوالي 150 شخص من المقيمين الدائمين الذين يعيشون في «سلاب سيتي» على مدار السنة. بعض الاشخاص من هذه المدينة يستمد رزقه من البرامج الحكومية بسبب الفقر. انتقل البعض الآخر إليها لتعلم العيش خارج المدينة والبقاء وحيداً، والبعض الآخر قد انتقل إلى هناك لتمديد دخل التقاعد.
المدينة متوقفة عن العمل وغير خاضعة للسيطرة، ولا توجد رسوم على إيقاف السيارات ولا يوجد كهرباء أو المياه الجارية أو المجاري أو المراحيض، يستخدم العديد من السكان المولدات أو الألواح الشمسية لتوليد الكهرباء، أقرب مدينة فيها إنفاذ القانون تقع على بعد حوالي أربعة أميال جنوب غرب مدينة سلاب في نيلاند حيث غالباً ما يذهب السكان للتسوق فيها.